# Władysław Gubrynowicz (księgarz)

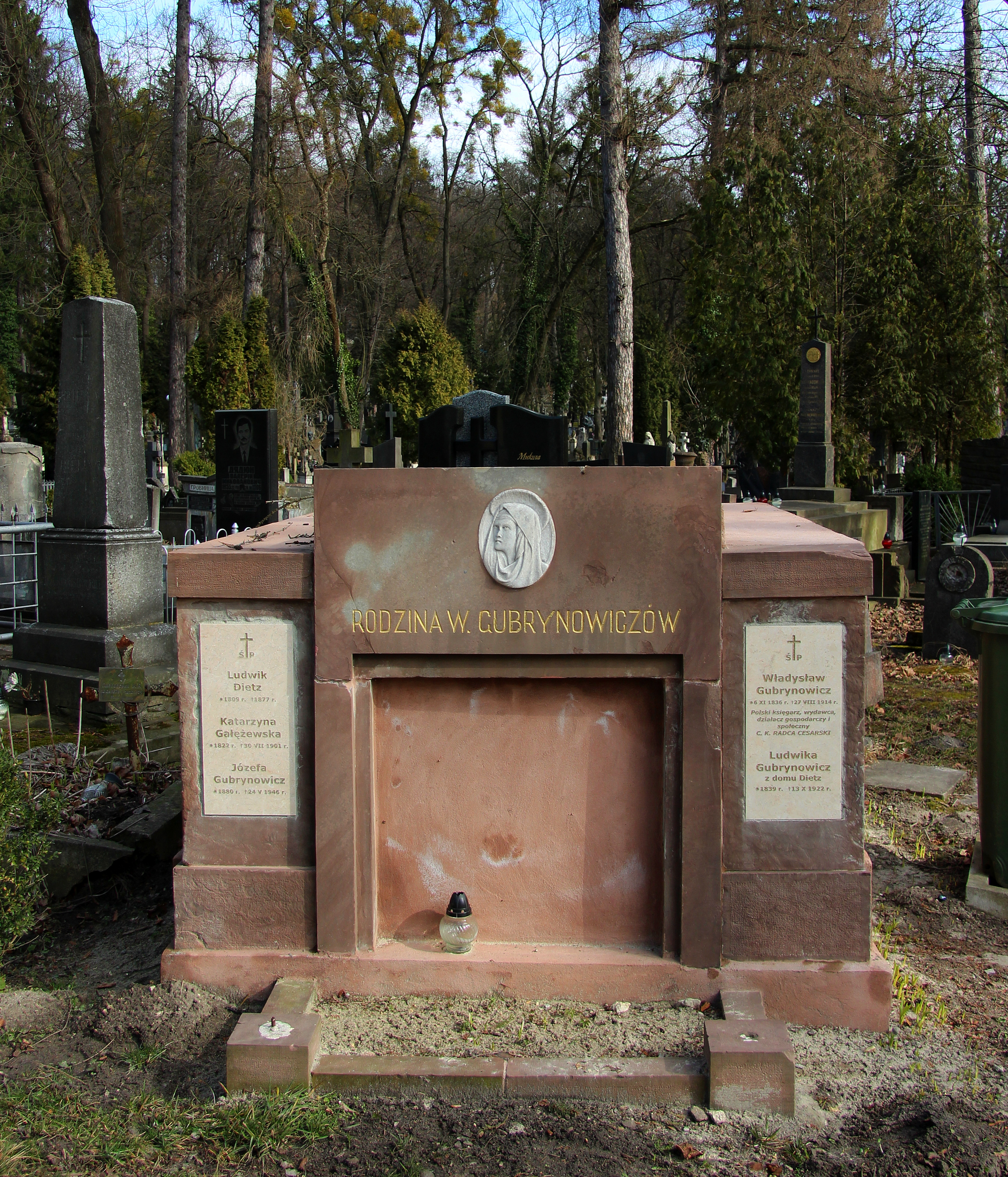
Grobowiec rodzinny Władysława Gubrynowicza

Władysław Ludwik Gubrynowicz, ps. „Władysław Biały” (ur. 6 listopada 1836 w Nowosiółkach, zm. 27 sierpnia 1914 we Lwowie) – polski księgarz, wydawca, działacz gospodarczy i społeczny.

## Życiorys
Władysław Ludwik Gubrynowicz był synem Jozafata (Józefa, 1810–1866, właściciel Nowosiółek, działacz niepodległościowy, uczestnik powstań 1831 i 1863) i Tekli z domu Legieżyńskiej. Miał braci Józefa (1838–1891) i Andrzeja Ludwika (1842–1900).
Ukończył Gimnazjum im. Franciszka Józefa we Lwowie. Podjął naukę w profesji księgarskiej. Praktykę odbywał u Karola Wilda. Kooperował z właścicielami spółki Gebethner i Wolff. Uczestniczył czynnie w przygotowywaniu i walce powstania styczniowego, działając przy organizacji wojsk w Galicji i w Królestwie Polskim. Używał pseudonimu „Władysław Biały”. Pełnił funkcję komisarza Rządu Narodowego. Po zdekonspirowaniu był więziony przez Austriaków oraz przez rok przez władze rosyjskie w Cytadeli Warszawskiej. Po zwolnieniu nadal działał w konspiracji. We Lwowie został aresztowany powtórnie, tym razem przez władze austriackie.
Po powrocie z Warszawy założył we Lwowie wraz z bratem Ludwikiem i Władysławem Schmidtem księgarnię, która z czasem scaliła się z księgarnią Karola Wilda. Od 1865 do 1868 był współpracownikiem „Gazety Narodowej”. W 1868 zapoczątkowało działalność Wydawnictwo Gubrynowicz i Schmidt, w którym Władysław był odpowiedzialny za sprawy wydawnicze, a Schmidt za księgarnie, składami głównymi i administracją. W 1882, po zakupie księgarni i wypożyczalni książek Karola Wilda, była jedną z największych wypożyczalni książek i nut w Galicji. W 1908 Władysław Schmidt oddał udziały firmy synowi Władysława Gubrynowicza, Kazimierzowi, po czym od 1 stycznia 1909 ffirma funkcjonowała jako spółka jawna pod nazwą „Gubrynowicz i Syn”.
Był jednym z pionierów działalności wydawniczej na ziemiach polskich. Działając w zawodzie księgarskim pełnił funkcję rzecznika interesu zawodu. Był współzałożycielem i sprawował stanowisko wiceprezydenta Izby Handlowej i Przemysłowej we Lwowie, a w lutym 1912 został wybrany prezesem honorowym tejże. Działał w Galicyjskiej Kasie Oszczędności. Był długoletnim i jednym z najstarszych radnych rady miejskiej we Lwowie. Zasiadał w radach nadzorczych banków i pełnił w nich funkcję cenzora. Udzielał się na polu dobroczynności, m.in. zasiadał w kuratorium fundacji Domsa. Był członkiem Towarzystwa Wzajemnej Pomocy Uczestników Powstania z r. 1863-4.
W uznaniu zasług otrzymał tytuł c. k. radcy cesarskiego oraz w 1898 został odznaczony Krzyżem Kawalerskim Orderu Franciszka Józefa.
Zamieszkiwał przy ul. Kleinowskiej 5 we Lwowie (późniejsza Kamieniariw). Zmarł 27 sierpnia 1914 we Lwowie. Został pochowany w grobowcu rodzinnym na Cmentarzu Łyczakowskim we Lwowie 30 sierpnia 1914. Po 1945 grobowiec Gubrynowiczów we Lwowie uległ dewastacji.
Jego żoną była Ludwika z domu Dietz (1839–1922). Ich synami byli Bronisław (1870–1933, historyk literatury, profesor) i Kazimierz. Jego wnukiem był Adam Gubrynowicz (1906–2000, dyplomata).